# アイプラザ半田
アイプラザ半田（アイプラザはんだ）は、愛知県半田市東洋町にある貸館業務と観光情報発信業務を行う施設である。

## 概要
2005年（平成17年）に愛知県が発表した「県内にある11件全ての勤労会館を順次廃止する」という計画のもと、2011年（平成23年）3月末で前身の「半田勤労福祉会館」（通称：アイプラザ半田）が閉館となったが、翌4月には半田市に管理が移管され、さらにそれまで通称であった「アイプラザ半田」が正式名称となり、リニューアルオープンしている。
なお2013年（平成25年）1月現在、残る愛知県内の勤労会館は一宮勤労福祉会館と尾西勤労青少年福祉センターのみである。
ホールは固定座席599席をもち、演奏会や講義に利用される。他の勤労会館同様に体育館はない。

## 施設一覧
- 大ホール - 固定座席数は599席。
- 小ホール - 約250人。
- 和室3室
- 会議室7室
- 軽運動室

## 交通アクセス
- JR武豊線 半田駅より徒歩で約10分。
- 名鉄河和線 知多半田駅より徒歩で約17分またはバスで5〜8分。
- 知多乗合（知多バス]）「市役所前」バス停より徒歩で約1分。
- 知多半島道路・知多横断道路 半田中央インターチェンジより約15分。
- 駐車場（無料）